# Andrena striata
Andrena striata är en biart som beskrevs av Wu 1977. Andrena striata ingår i släktet sandbin, och familjen grävbin. Inga underarter finns listade i Catalogue of Life.